# Фиџијци
Фиџијци (енгл. Fijians) су меланежански народ у чијем пореклу има нешто полинежанских примеса. Живе на острву Фиџи где чине нешто изнад половине укупног становништва.

## Историја
Историјски гледано, Фиџијци су на Пацифику познати као стручњаци за изградњу кануа, које су користили за трговину са Тонгом. Обично су били велики двоструки кануи, при чему је свака страна била слична, осим ако је један кану био краћи.
Народ Лапита, назван тако по свом карактеристичном стилу керамике, био је први који је насељавао Фиџи око 300. године пре нове ере, а докази о њиховим насељима постоје на читавом Фиџију. Следили су их Меланежани око 500. године пре нове ере, а релативно недавно успостављена трговина са полинежанском Тонгом допринела је културној мешавини. На Лау острвима, аспекти обеју култура се и даље мешају. Постојала је активна трговина између Тонге и Фиџија, а касније у историји ове везе, Фиџијци на Лау острвима (Источни Фиџи) постали су вазали краља Тонге. Један посебан разлог због којег су Тонжани и Самоанци дошли на Фиџи била је изградња великих двоструких кануа, које нису могли да изграде на властитим острвима због недостатка одговарајуће дрвене грађе. Британци су владали Фиџијем од 1874. до 1970. године, а 1970. Фиџи је постао потпуно независна држава са уставним аранжманима како би се обезбедило очување традиционалних фиџијских интереса. Године 1972. први општи избори одржани су коришћењем устава из 1970. године, а 1987. године изведена су два војна удара. Први удар је био без крви, а други је прекинуо везе са Британском монархијом. Контроверзни нови устав усвојен је 1990. године, а 1992. године одржани су први општи избори по одредбама новог устава. Парламентарни избори одржани августа 2001. године пружили су Фиџију демократски изабрану владу коју је предводио премијер Laisenia Qarase. Поново изабран у мају 2006. године, Гарасе је срушен у војном удару 5. децембра 2006. године, на челу са командантом војних снага Краљевине Фиџија, Френком Баинимарамом.

## Језик
Фиџијци употребљавају два језика, западнофиџијски и источнофиџијски језик. Оба ова језика припадају фиџијско-полинежанској (или централнопацифичкој) породици језика, која је део аустронежанске макро-породице језика. Источнофиџијски језик је ближи полинежанским језицима него што је западнофиџијском, док је западнофиџијски ближи ротуманском језику.

## Фиџијци на Новом Зеланду
На Новом Зеланду је 2001. године живело 7.000 Фиџијаца, и били су пета по величини пацифичка етничка група на Новом Зеланду. Фиџијци рођени на Новом Зеланду чинили су 47% укупне популације новозеландских Фиџијаца 2001. године - што је повећање у односу на 34% у 1991. години. Године 2001. 28% Фиџијаца на Новом Зеланду било је у стању да одржи свакодневни разговор на фиџијском језику - што је скок са 24% у 1996. години.